# Magadha semitransversa
Magadha semitransversa är en insektsart som beskrevs av Chen, Yang och Wilson 1989. Magadha semitransversa ingår i släktet Magadha och familjen vedstritar. Inga underarter finns listade i Catalogue of Life.